# Departamento Villaguay
Villaguay es un departamento del centro de la provincia de Entre Ríos en la República Argentina. Es el cuarto más extenso de la provincia con una superficie de 6654 km² y el noveno más poblado, con 55 796 habitantes según censo de 2022.
Limita al oeste con los departamentos La Paz y Paraná, al norte con el departamento Federal, al sur con los departamentos Nogoyá, Tala y Uruguay y al este con los departamentos Colón y San Salvador.
De acuerdo a la metodología utilizada por el INDEC para el censo de 2010 el departamento Villaguay comprendió 7 localidades: Estación Raíces, Ingeniero Miguel Sajaroff o La Capilla, Jubileo, Paso de la Laguna, Villa Clara, Villa Domínguez, Villaguay. Mojones Norte fue considerada localidad en el censo de 2001, pero perdió esa categoría en el de 2010. Paso de la Laguna no fue considerada localidad en el censo de 1991.
El municipio de Villaguay tiene un ejido de 114 km², el de Villa Domínguez 80 km² y el de Villa Clara 94 km².

## Historia
Mediante el Plan de división de los Departamentos de la Provincia de Entre Ríos del 6 de diciembre de 1821, (ley sancionada por la Legislatura el 17 de febrero de 1822) se dividió la provincia en dos departamentos principales, subdivididos en 4 departamentos subalternos cada uno. El 3° Departamento subalterno del 2° Principal del Uruguay comprendía la zona de Villaguay:

Departamento N° 3. Comprende desde las Raices hasta el Sauce de Luna; y desde los fondos de Villaguay hasta el Tigrecito.

El origen formal de la ciudad de Villaguay se remonta al 20 de noviembre de 1823 cuando el gobernador Lucio Norberto Mansilla autorizó a comprar una manzana de terreno para la construcción de la capilla, casa parroquial y cementerio. En 1833 el poblado pasó a ser cabecera del departamento al crearse la Comandancia de Villaguay y en 1835 se inauguró la capilla y abrieron los registros bajo la advocación de Santa Rosa de Villaguay (nombre que tomó el pueblo).
Mediante la sanción del Reglamento de Administración de Justicia del 13 de abril de 1849, Justo José de Urquiza realizó una nueva división administrativa de la provincia, creando el departamento de Villaguay:

Art. 10°: Departamento de Villaguay: su territorio desde el arroyo Raices hasta el Sauce de Luna, y desde Calá hasta el Curupí, comprendiendo el pueblo de Santa-Rosa y sus suburbios, y los distritos Lucas, Sauce de Luna, Raices, Moscas.

Tras la desfederalización de Entre Ríos, el 21 de septiembre de 1860 fue sancionada la ley que creó las jefaturas políticas en cada departamento, siendo el jefe político un representante del poder ejecutivo a cuyas órdenes estaban los comisarios policiales y los alcaldes de distrito en sus funciones políticas. El 18 de enero de 1861 el gobernador Urquiza decretó para el departamento Villaguay el nombramiento de un juez de paz, un alcalde de cuartel y 4 alcaldes de los distritos 1° Lucas, 2° Sauce de Luna, 3° Raíces y 4° Moscas.
De acuerdo a un decreto de nombramientos del 18 de mayo de 1868 el entonces departamento Villaguay tenía un juez de paz y 2 alcaldes de los cuarteles 1° y 2° en la villa de Santa Rosa de Villaguay, y alcaldes de los distritos de campaña de: Lucas, Moscas, Calá, Raíces, Mojones.
Luego de creado el departamento Colón, fueron fijados los nuevos límites del departamento Uruguay, por lo que el 18 de agosto de 1869 debió cederle el distrito Moscas. Un decreto del 4 de febrero de 1875 menciona los distritos de: Lucas, Sauce Luna, Mojones, Raíces, Bergara. El departamento topográfico de Entre Ríos dice en una carta del 29 de enero de 1892 que el departamento estaba dividido en los distritos: Sauce Luna, Mojones al Norte, Mojones al Sud, Raíces, Lucas al Norte, Lucas al Sud, Vergara.
Por decreto N.º 394 MGJ del 19 de febrero de 1971 la localidad de Conscripto Bernardi fue transferida del distrito Sauce de Luna del departamento Villaguay al distrito Banderas del departamento La Paz, unificando el pueblo con la estación ferroviaria.
Para ser creado el departamento Federal, mediante la ley n.º 5169 el 15 de septiembre de 1972 cedió el distrito Sauce de Luna.
El 21 de junio de 1979 la intervención militar de la provincia sancionó y promulgó la ley n.º 6378 que rectificó y precisó los límites interdepartamentales. El límite entre los departamentos La Paz y Villaguay, que se apoyaba en la divisoria de aguas de la cuchilla de Montiel, fue trasladado a la ruta nacional n.º 127 ampliando el departamento La Paz incluyendo a la localidad de Bovril. La ciudad de San Salvador pasó a formar parte en su totalidad del departamento Colón, hasta entonces su ejido municipal se repartía entre los departamentos Colón y Villaguay. Aunque el decreto-ley n.º 6378 perdió eficacia el 10 de diciembre de 1987 al no ser prorrogada su vigencia, los límites quedaron legalmente retrotraídos a los existentes al 24 de marzo de 1976 (excepto los legislados posteriormente en democracia). Sin embargo, los organismos públicos provinciales y nacionales continuaron utilizando los límites dispuestos por ese decreto-ley sin revertir a los límites previos.
Debido a la creación del departamento San Salvador, mediante la ley provincial n.º 8981 sancionada el 6 de diciembre de 1995, cedió parte de los distritos Lucas al Norte y Lucas al Sud, con los que se formó el distrito Walter Moss del nuevo departamento.
A partir del 11 de diciembre de 2019 comenzó el proceso de transferencia de las juntas de gobierno a comunas.

## Gobiernos locales

### Municipios
| Municipio       | Población |
| --------------- | --------- |
| Villaguay       | 32 027    |
| Villa Clara     | 2748      |
| Villa Domínguez | 1925      |

### Comunas
| Comuna             | Población |
| ------------------ | --------- |
| Jubileo            | 806       |
| Paso de la Laguna  | 747       |
| Ingeniero Sajaroff | 428       |

### Centros rurales de población
Los centros rurales de población gobernados por juntas de gobierno son:
Primera categoría
- Lucas Norte: creado el 12 de septiembre de 1984.[18] Población rural dispersa.
- Lucas Sur Segundo: población rural dispersa.
- Raíces Oeste: creado el 22 de octubre de 1984.[19] Población rural dispersa.

Segunda categoría
- Estación Raíces: creado el 28 de marzo de 1984[20]
- Lucas Sur Primera: población rural dispersa.
- Mojones Norte: creado el 30 de julio de 1984[21]
- Paraje Los Algarrobos: creado el 19 de julio de 2002.[22] Población rural dispersa.

Tercera categoría
- Colonia Adivino: creado el 30 de noviembre de 2009, no ha sido nombrada su primera junta de gobierno.[23] Población rural dispersa.
- Mojones Sur: creado el 9 de agosto de 1984.[24] Población rural dispersa.

Los integrantes de las juntas de gobierno fueron designados por decreto del gobernador hasta que fueron elegidos por primera vez el 23 de noviembre de 2003, sin embargo, dado que los circuitos electorales en algunos casos no coinciden con las jurisdicciones de las juntas de gobierno algunas de ellas siguen siendo designadas por decreto mientras que otras se agrupan para elegir una sola junta. En este último caso el gobierno se reserva el derecho de realizar posteriormente la designación de la o las juntas subsumidas. En las elecciones del 23 de noviembre de 2003, 18 de marzo de 2007, 23 de octubre de 2011 y 25 de octubre de 2015 Paraje Los Algarrobos y Mojones Sur eligieron una única junta de gobierno, lo mismo que Paso de la Laguna y Estación Raíces. Sin embargo, el gobierno provincial designó integrantes de Estación Raíces por decretos de 8 de febrero de 2008, 15 de febrero de 2012 y 10 de febrero de 2016. Colonia Adivinos fue creada el 30 de noviembre de 2009 y su primera primera junta de gobierno fue elegida el 23 de octubre de 2011.
Los circuitos electorales utilizados para las elecciones de las juntas de gobierno son (CIRCUITO ELECTORAL: junta de gobierno):
- 222-RAÍCES ESTE: Estación Raíces (y Paso de la Laguna)
- 223-RAÍCES OESTE: Raíces Oeste
- 224-MOJONES SUD: Mojones Sur y Paraje Los Algarrobos
- 225-MOJONES NORTE: Mojones Norte
- 226-COLONIA ADIVINOS: Colonia Adivinos
- 227-LUCAS SUD 1°: Lucas Sur Primera
- 228-LUCAS SUD 2°: Lucas Sur Segundo
- 229-LUCAS NORTE: Lucas Norte

## Distritos
El departamento Villaguay se divide en 6 distritos. Para fines de mensuras catastrales y en algunas ramas de la administración provincial el ejido original del municipio de Villaguay es considerado aparte de los distritos y la Codificación General de Jurisdicciones Político Administrativas de la Provincia de Entre Ríos le asigna el código 1400.
| Código - Distrito                | Área (en km²) |
| -------------------------------- | ------------- |
| 1401 - Bergara                   | 1216,99       |
| 1402 - Lucas al Norte            | 767,72        |
| 1403 - Lucas al Sud/Lucas al Sur | 1764,68       |
| 1404 - Mojones Norte             | 570,13        |
| 1405 - Mojones Sud/Mojones Sur   | 946,86        |
| 1406 - Raíces                    | 1235,95       |

- Lucas al Sud: comprende el ejido municipal de Villaguay, y las áreas jurisdiccionales de los centros rurales de población de Lucas Sur 1° y Lucas Sur 2°.
- Bergara: comprende los ejidos municipales de Villa Domínguez y de Villa Clara; las áreas jurisdiccionales de las comunas de Ingeniero Sajaroff y Jubileo.
- Raíces: comprende las áreas jurisdiccionales de la comuna de Paso de la Laguna y de los centros rurales de población de Estación Raíces y Raíces Oeste.
- Mojones al Sud: comprende las áreas jurisdiccionales de los centros rurales de población de Mojones Sur y Paraje los Algarrobos.
- Lucas al Norte: comprende el área jurisdiccional del centro rural de población de Lucas Norte.
- Mojones al Norte: comprende las áreas jurisdiccionales de los centros rurales de población de Mojones Norte y de Colonia Adivino.

## Demografía
Cuenta con 55 796 habitantes (Indec, 2022), lo que representa un incremento del 14,0% frente a los 48 965 habitantes (Indec, 2010) del censo anterior.
La población se encuentra repartida en 28 360 mujeres y 27 436 hombres, con un índice de masculinidad de 96,7 hombres por cada 100 mujeres. 
La edad mediana de la población es de 31 años (32 años entre las mujeres y 30 años entre los hombres).
El 12,2% de la población tiene más de 65 años (frente al 10,7% en 2010), y el 2,8% de la población tiene más de 80 años (frente al 2,6% en 2010)
De las personas residentes en el departamento, unas 5 163 nacieron en otra provincia, y unas  512 lo hicieron fuera del país, siendo los grupos de inmigrantes más numerosos los provenientes de:
- Bolivia: 48 personas
- Colombia: 46 personas
- Uruguay: 37 personas
- Paraguay: 35 personas
- Chile: 26 personas

## Áreas naturales protegidas
Como parte del Sistema Provincial de Áreas Protegidas se hallan en el departamento el 5 áreas naturales autóctonas preservadas. Cuatro de ellas tienen la categoría de reserva de usos múltiples y una la de reserva natural.
- Reserva natural municipal La Chinita: de 8 ha, administrada por el municipio de Villaguay.[39]
- Reserva natural privada de uso múltiple Carpincho: propiedad privada de 375 ha que fue creada el 1 de junio de 1989 y es administrada por convenio con la Dirección de Fauna y Flora de Entre Ríos.[40][41]
- Reserva de usos múltiples El Naranjo: propiedad privada de 532,18 ha que fue creada el 16 de junio de 2009.[42]
- Reserva provincial de uso múltiple Escuela Justo José de Urquiza: de 16 ha, fue creada en 1992. Es un área protegida con recursos manejados administrada por la escuela J. J. Urquiza[43][44]
- Reserva provincial de uso múltiple Las Vizcachitas: fue creada en junio de 2009 y pertenece al gobierno provincial.[45]

El decreto 4671/69 MEOySP de 1969 estableció restricciones pesqueras para el río Gualeguay, en donde se permite la pesca mediante el uso de líneas de mano, cañas y espineles con no más de 20 anzuelos.